# Неделя моды в Сан-Паулу

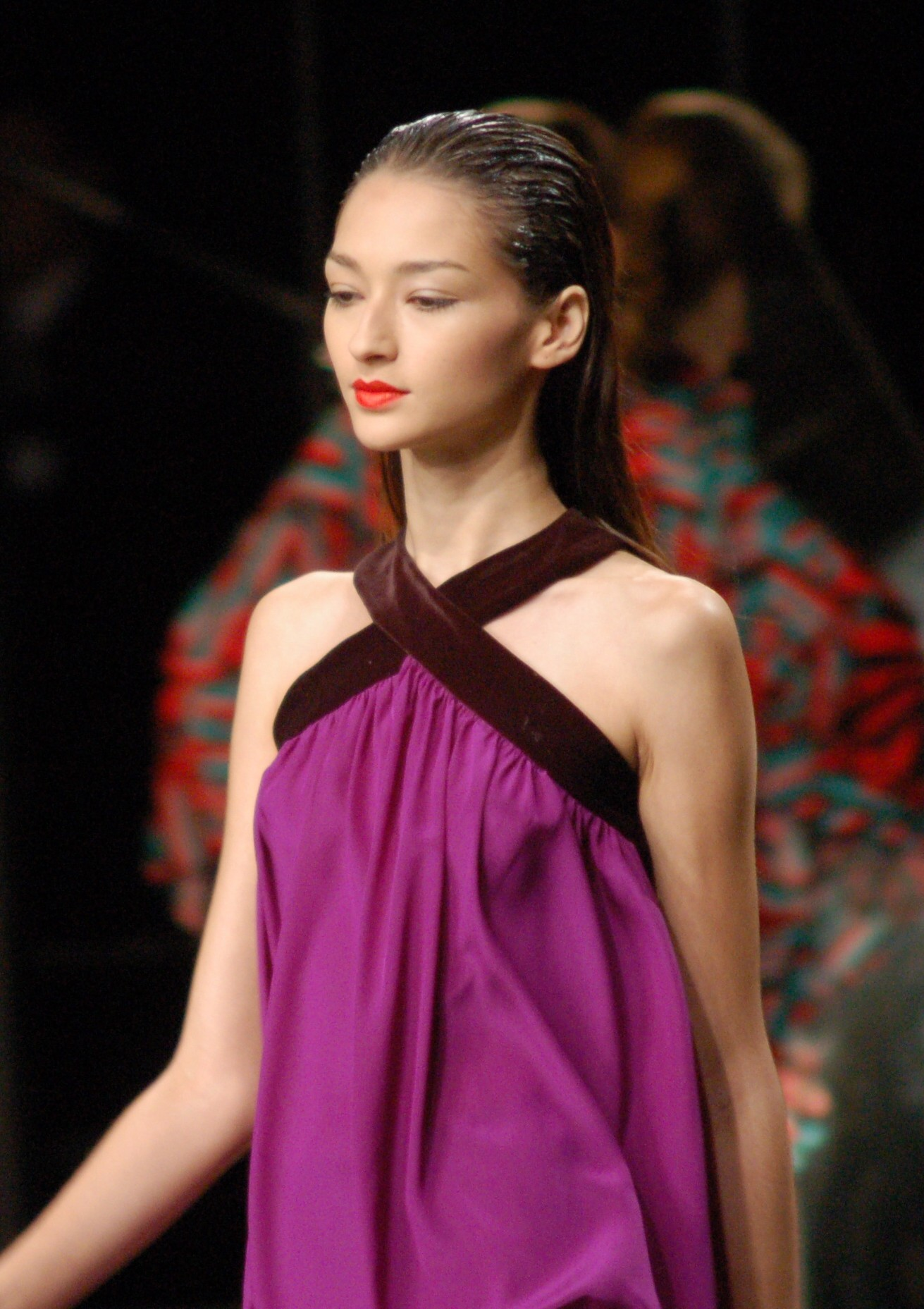
Модель на неделе моды Сан-Паулу

Неделя моды Сан-Паулу (англ. São Paulo Fashion Week, SPFW) — фестиваль моды, проводимый в парке Ибирапуэра в городе Сан-Паулу, Бразилия. Это событие было основано в 1996 году под названием «Morumbi Fashion Brazil» и получило современное название в январе 2001 года. Сейчас событие является важнейшей выставкой моды в Латинской Америке. Кроме развития национальной индустрии одежды, это событие сопровождается многочисленными кампаниями против экологических катастроф и голода, за предотвращение рака и СПИДа, за переработку отходов, включая и другие благотворительные мероприятия.
На первых фестивалях проводилось четыре ежедневных парада моды, которые собирали около 300 зрителей. В дефиле принимали участие такие известные модели, как  Жизель Бюндхен, Изабели Фонтана, Адриана Лима, на подиуме царили бразильские дизайнеры — Рикардо Алмейда, Рейнелдо Лоуренсо, Роналдо Фрага. Благодаря фестивалю и открытию импорта правительством Фернанду Колора, в Бразилии появились европейские бренды Шанель и Версаче. Владельцы компаний бразильской индустрии моды стали больше инвестировать в новые технологии и известных специалистов, чтобы быть способными конкурировать на международной арене. 
Сейчас показ мод проводится дважды в год - в январе и июне. Число компаний-участниц возросло с 21 до 46, а число посетителей достигло 300 тысяч человек за неделю.